# Pahiño
Manuel Fernández Fernández, noto come Pahiño (Vigo, 21 gennaio 1923 – Madrid, 12 giugno 2012), è stato un calciatore spagnolo, di ruolo attaccante.

## Carriera
Iniziò la carriera nel Celta Vigo; nella stagione 1947-1948 la sua squadra terminò il campionato al quarto posto e raggiunse la finale di Copa del Generalísimo. Quell'anno Pahiño si laureò anche Pichichi del campionato e venne acquistato a fine stagione dal Real Madrid assieme al compagno Miguel Muñoz.
Nella capitale vinse un secondo titolo di capocannoniere nel 1952. In seguito all'arrivo di Alfredo Di Stéfano il Real decise di cederlo al Deportivo La Coruña.
Si ritirò nel 1957, dopo un anno al Granada.
In Nazionale esordì con gol in un pareggio contro la Svizzera e vi giocò altre 2 partite, nell'ultima delle quali (contro l'Irlanda) segnò una doppietta.

## Palmarès

### Club

#### Competizioni nazionali
- Segunda División (Spagna): 1

Granada: 1956-1957
- Pichichi della Liga: 2

1947-1948 (21 gol), 1951-1952 (28 gol)